# Црква Госпе од Кармила у Росама
Црква Госпе од Кармила у Росама, храм је из 18. вијека и припада Которској бискупији Римокатоличке цркве, херцегновског деканата.
То је један од два храма у овом мјесту, а други је православни храм Свете Тројице. Поред њих, постоји и једно црквиште. На туристичкој инфо табли на цркви, пише да је то црква Св. Госпе од кармена, како се говори у том крају. Кармил (код католика Кармел) је брдо у Израелу, везано и за предање о Госпи Кармилској. На истој табли стоје подаци да је то у 12. вијеку био манастир Ваведењa Пресвете Богородице, као и да је црква реконструисана 1880. и 2001. године. Црква се ријетко када отвара и ријетко када се у њој служи. Парох луштички протојереј Никола Урдешић је рекао да не памти када се посљедњи пут служила служба у овој цркви. Луштичани православне вјероисповијести се са посебним поштовањем опходе према овом и храму Св. Трипуна. 
У првој половини 17. вијека је било дјеломичних успјеха црквене уније (покатоличавање православних), иако само привремених. Тако фра Јероним из Брача наводи 1660. године да су биле четири католичке цркве: Св. Вартоломеја, Св. Петра, Св. архангела Михаила и Госпе од Жањице, четири православне: Св. Андрије, Св. Недјеље, Св. Трифуна и Св. Марије, а три су цркве биле заједнике: Св. Николе, Св. Петке и Госпе од Роса (данас Госпа од Кармила у Росама). У 18. вијеку, по статистици о Млетакој Албанији, у доба провидура Франческа Гриманија, на Луштици су забиљежна само два католика и 555 православаца, а у Кртолима поред 311 православних, нема ни једног католика.
Васко Костић је писао и о покушајима отимања православних цркава Луштице од стране римокатоличких власти и Католичке цркве.

## Галерија
- Спомен плоча на цркви помиње 1783. годину
- Табла